# Asperdaphne moretonica
Asperdaphne moretonica é uma espécie de gastrópode do gênero Asperdaphne, pertencente a família Raphitomidae.